# Weser-Ems-Bus
Die Weser-Ems Busverkehr GmbH (Weser-Ems-Bus) mit Sitz in Hamburg ist ein großes Regionalbus-Unternehmen in Deutschland und ein hundertprozentiges Tochterunternehmen der DB Regio AG.

## Gebiet
Das Streckennetz von Weser-Ems-Bus (WEB) erstreckt sich in den Bundesländern Niedersachsen und Bremen über das Gebiet der Metropolregion Nordwest und den westlich der Weser gelegenen Teil Niedersachsens von Ostfriesland über das Emsland bis nach Osnabrück. Ebenso werden einzelne Linien im zur Metropolregion Hamburg gehörenden Landkreis Rotenburg (Wümme) einschließlich des dortigen Stadtverkehrs betrieben. Kundenbüros befinden sich in Aurich, Emden, Jever, Leer und Osnabrück.

## Geschichte

Altes Logo der Weser-Ems-Bus

Mitte der 1920er Jahre bedienten die ersten Busse die Region Weser-Ems, in denen bis in den 1960er Jahren noch Busschaffner mitfuhren. Damals verkehrten auf den verschiedenen Strecken entweder die gelben Postbusse oder die dunkelroten Bahnbusse mit jeweils eigener Konzession.
Im Jahr 1982 wurden die Postbusse dann in die Deutsche Bundesbahn eingegliedert. Nach und nach entstanden 18 Geschäftsbereiche Bahnbus (GBB), zu denen auch der GBB Weser-Ems zählte. Dieser wurde 1988, als Bestandteil von vier Pilotprojekten der Privatisierung, zur Weser-Ems Busverkehr GmbH mit Sitz in Bremen. 1989 wurden mit 750 Bussen auf 176 Linien (rund 8000 km Linienlänge mit etwa 6000 Haltestellen) rund 30 Millionen Fahrgäste befördert. Dabei wurden etwa 23 Millionen Kilometer gefahren, beteiligt waren 161 private und kommunale Partnerunternehmen, davon 39 in Verkehrsgemeinschaften. Es gab damals 420 Mitarbeiter, das Stammkapital belief sich auf 7 Mio. DM, die Einnahmen lagen bei etwa 76 Mio. DM.
2008 wurde unter der Marke DB Bahn das gesamte Angebot der Deutschen Bahn im Personenverkehr zusammengefasst, weshalb auch Weser-Ems-Bus seitdem unter der Marke DB Bahn Weser-Ems Bus bzw. inzwischen DB Weser-Ems-Bus vermarktet wird. Im Zuge der Umbenennung erhielt die Weser-Ems Busverkehr GmbH auch ein verändertes Logo.
Zum 1. Juli 2017 hat die Weser-Ems Bus GmbH die Linienbündel Osterholz-West (Schwanewede), Osterholz-Mitte (Osterholz-Scharmbeck, Hambergen) und Verden-Nord (Oyten, Ottersberg, Achim) dazugewonnen. Die früheren Betreiber der Linien fahren bis dato im Auftrag für Weser-Ems-Bus.
Zum 1. August 2024 wurde das Linienbündel an die Omnibus Wilmering GmbH & Co. KG aus Vechta abgegeben, die fortan alle Linien dieses Netzes betreiben.

## Fahrzeuge

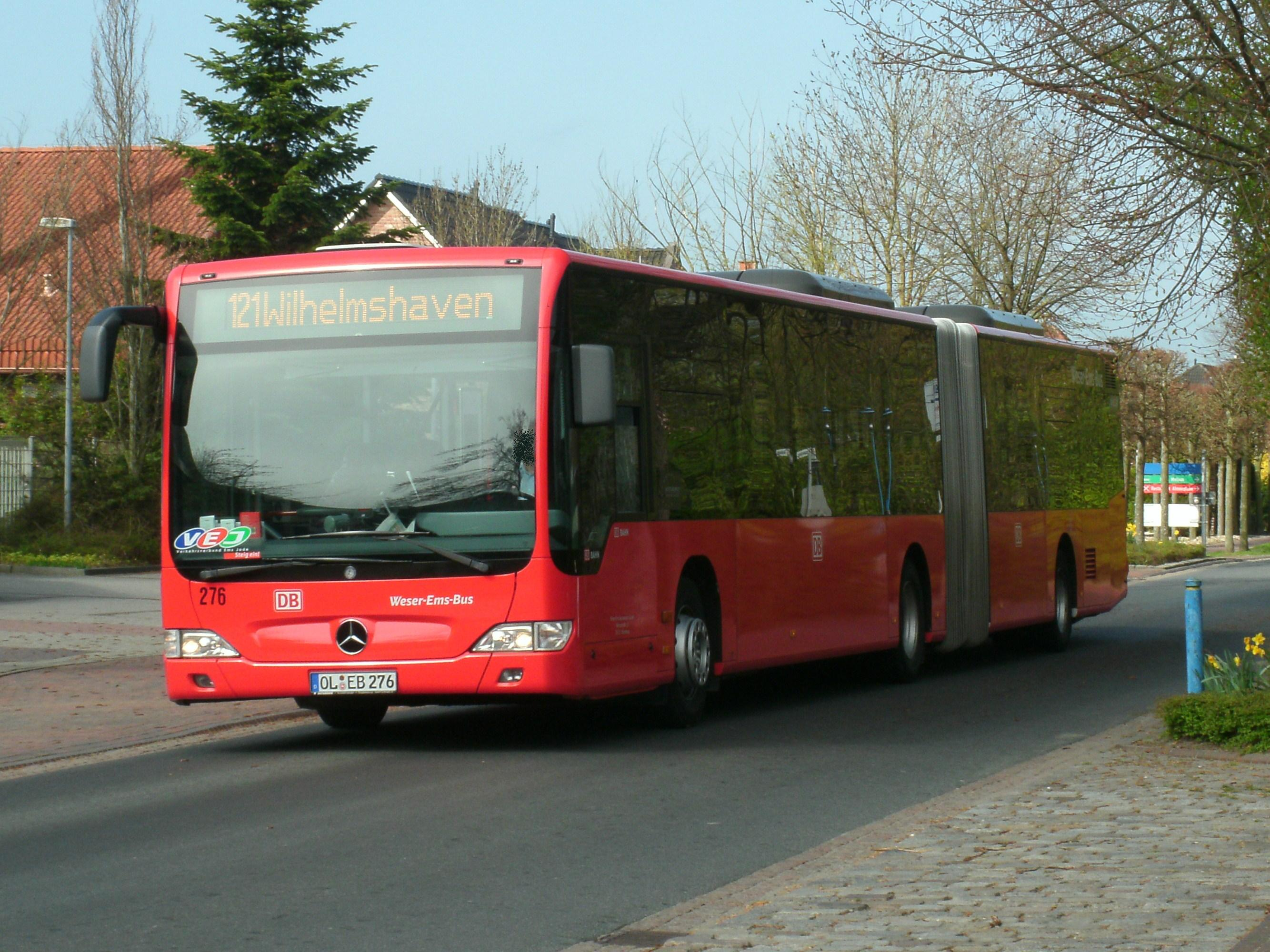
MB Citaro-Gelenkbus von Weser-Ems-Bus in Horumersiel

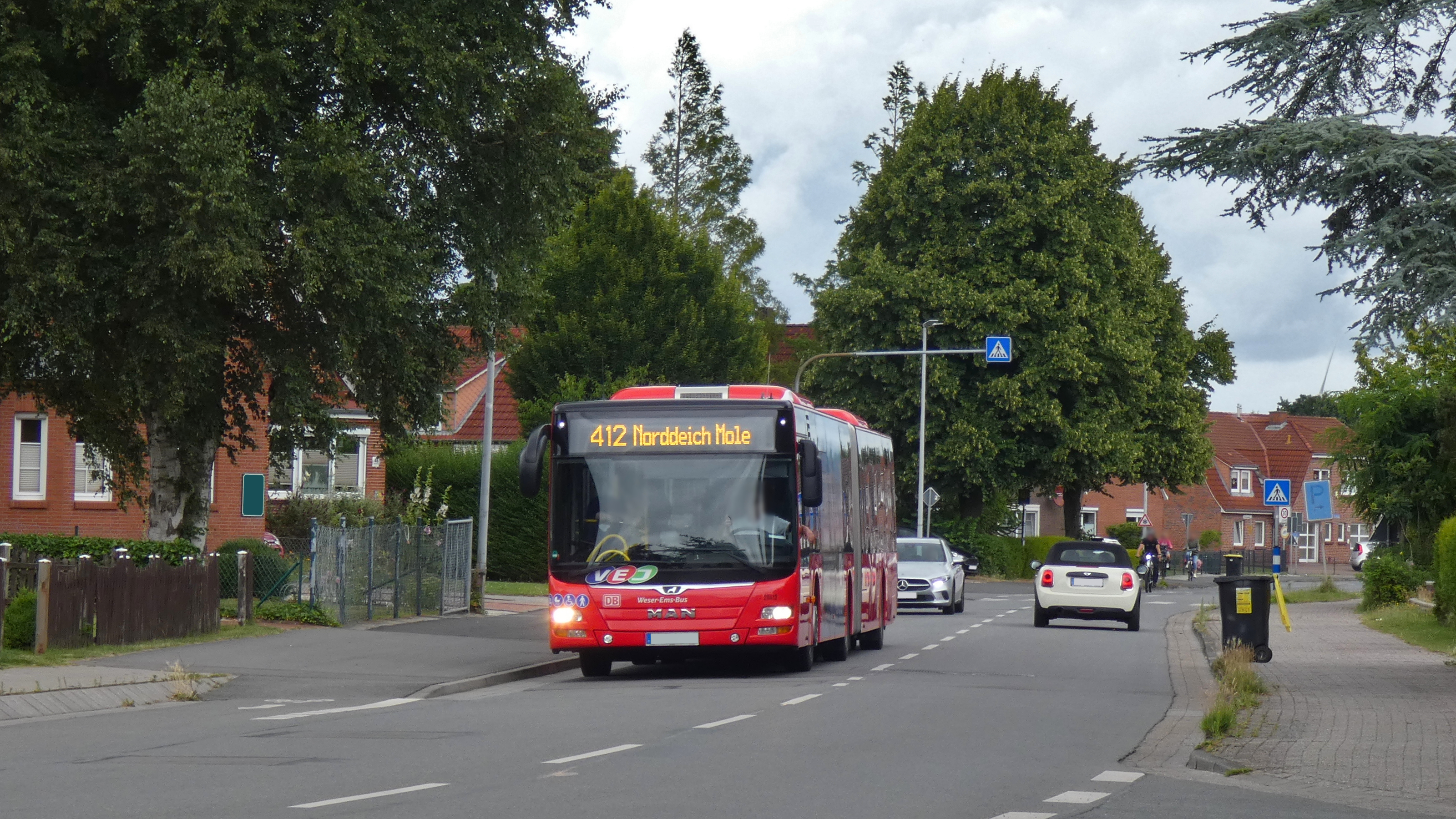
Ein MAN Lion’s City A23 von Weser-Ems-Bus

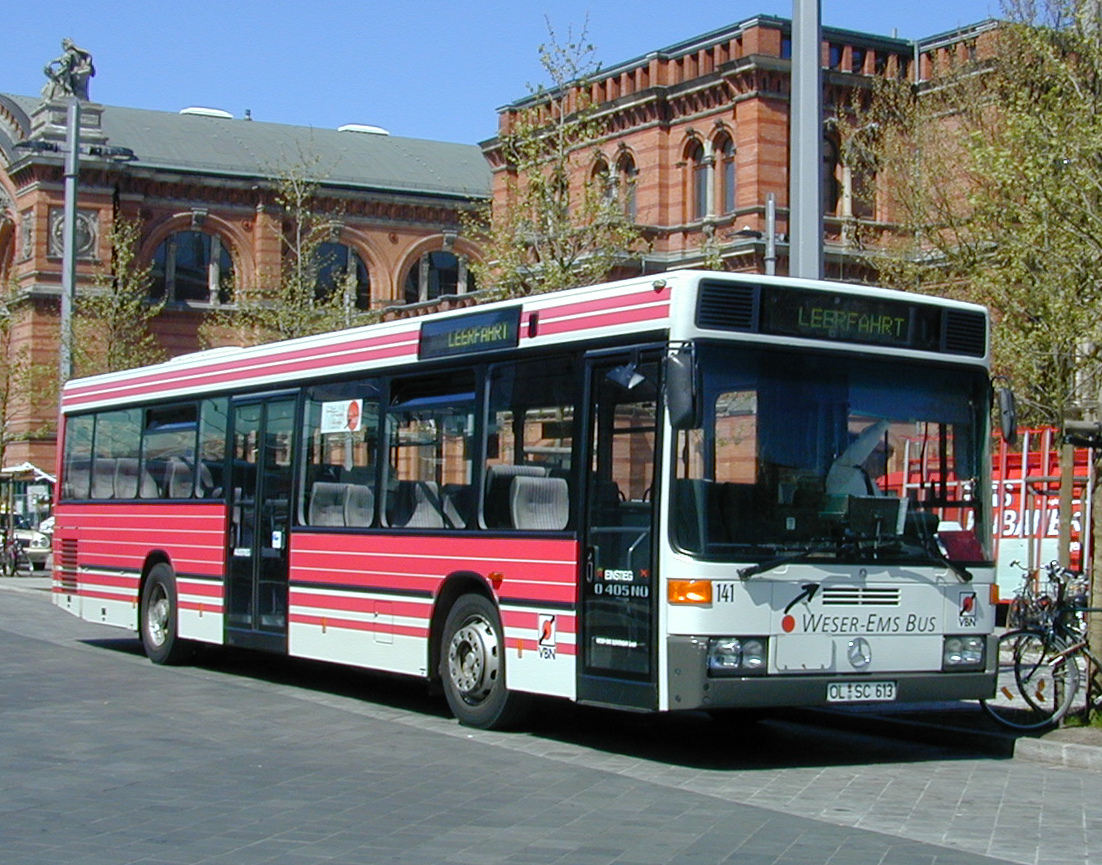
Alte Lackierung der WEB-Busse, die im VBN-Raum verkehrten

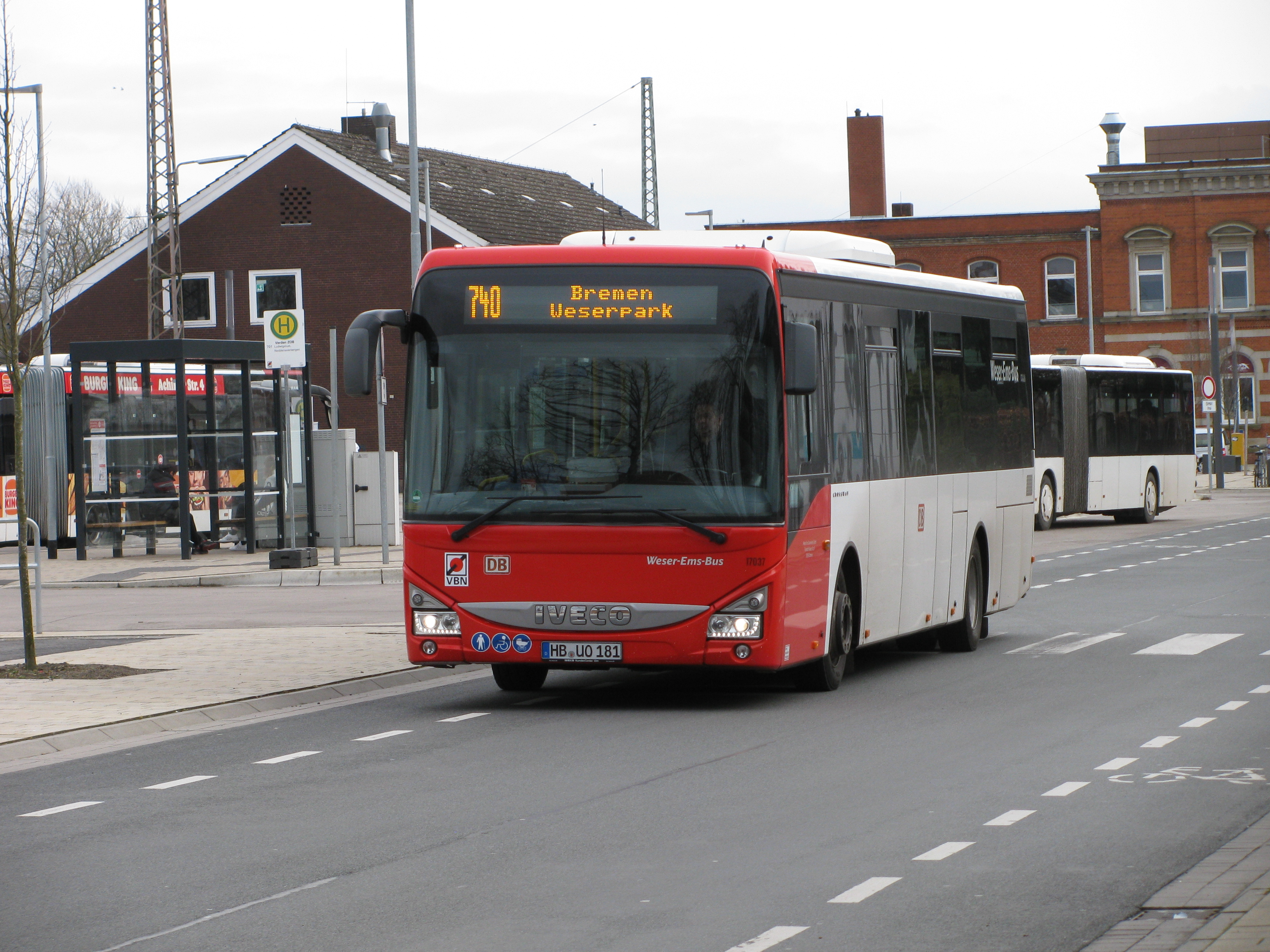
IVECO Crossway LE

Die verschiedenen Fahrzeuge des Unternehmens stammen von MAN, Setra, Mercedes-Benz, IVECO, irisbus und Solaris.
Der Fuhrpark ist aufgrund der verschiedenen Einsatzgebiete mit verschiedenen Voraussetzungen sehr unterschiedlich. So befinden sich im Fuhrpark viele Stadt- wie auch Überlandbusse, zudem gibt es Bürgerbusse mit WLAN für die Städte und Gemeinden Bad Zwischenahn, Ganderkesee, Hude, Weyhe, Ritterhude und Wildeshausen.

## Tarife
Das Unternehmen ist an folgenden acht weiteren Tarif- und Verkehrsgemeinschaften beteiligt:
- Verkehrsverbund Bremen/Niedersachsen (VBN)
- Verkehrsgemeinschaft Osnabrück (VOS)
- Verkehrsverbund Ems-Jade (VEJ)
- Verkehrsgemeinschaft Nordost-Niedersachsen (VNN)
- Verkehrsgesellschaft Landkreis Nienburg (VLN)
- Verkehrsgemeinschaft Emsland-Süd (VGE)

## Tochterunternehmen

Logo von Hanekamp Busreisen

Die Weser-Ems Busverkehr GmbH hatte mit der Hanekamp Busreisen GmbH mit Sitz in Cloppenburg ein 100%iges Tochterunternehmen, das regionale Buslinien im Verkehrsverbund Bremen/Niedersachsen (VBN), Verkehrsgemeinschaft Landkreis Vechta (VGV) und Verkehrsgemeinschaft Landkreis Cloppenburg (VGC) betrieb.
Hanekamp wurde 1953 gegründet, nachdem die Kreisbahn Cloppenburg–Landesgrenze stillgelegt wurde. Von der Kleinbahn kaufte der Vater des späteren Hauptgesellschafters einen Omnibus mit Anhänger. Danach nahm Hanekamp nach und nach immer mehr Linienverkehre auf. Im Juli 1972 hatte das Unternehmen bereits 18 Busse. Das alte Betriebsgelände in der Innenstadt von Cloppenburg wurde zu klein, deshalb zog das Unternehmen noch im gleichen Jahr in das Industriegebiet Emstekerfeld um. In den 1970er und 1980er Jahren wurde das Betriebsgelände nochmals erweitert. In den Jahren 1994 und 1995 wurden die Betriebseinrichtungen modernisiert.
1998 gründete das Unternehmen mit weiteren Busunternehmen der Region die Verkehrsgemeinschaft Landkreis Cloppenburg (VGC). Das Unternehmen verfügte bis Mitte 2020 über etwa 60 Busse in Cloppenburg und 120 Mitarbeiter. Hanekamp war mit fünf Erdgasbussen vom Typ Citaro CNG und einem MAN Lion’s City C12 CNG und sechs Umläufen als Subunternehmer im Oldenburger Stadtbusverkehr der Verkehr und Wasser GmbH (VWG) beteiligt. Ab dem 1. August 2014 betrieb Hanekamp auch das Linienbündel Ammerland Ost. Die Linie 330 (Connerforde – Oldenburg ZOB) wurde ab dem Fahrplanwechsel am 15. Dezember 2019 im Auftrag der VWG gefahren. Gleiches galt für die auf diesem Umlauf am Park der Gärten in Rostrup endende Linie 350, die Oldenburg, Bad Zwischenahn und Rostrup miteinander verbindet. Weiterhin war das Unternehmen am bedarfsgesteuerten ÖPNV-Projekt moobil+ im Landkreis Vechta beteiligt. Geleitet wurde die Hanekamp Busreisen GmbH zunächst von Geschäftsführern vor Ort und später von der Regionalleitung in Hamburg (siehe Geschäftsführer der Weser-Ems Busverkehr GmbH).
Zum 31. Juli 2020 wurden die Verkehre in den Landkreisen Cloppenburg und Vechta eingestellt. Die Linien der Fa. Hanekamp wurden auf vier Busunternehmen aus der Region aufgeteilt, die diese nun weiter betreiben. Die Leistungen bei der VWG und das Linienbündel Ammerland-Ost wurden bis Oktober 2021 weiterhin von der Hanekamp Busreisen GmbH betrieben. Inzwischen hat Weser-Ems Bus die Verkehre übernommen.
Außerdem ist die Weser-Ems Busverkehr GmbH zu einem Drittel an der Kreisbahn Aurich GmbH beteiligt.